# 68–95–99,7 szabály

A sötétkék rész az egy szigmán belüli (68,27%), a kék rész a két szigmán belüli (95,45%), a világoskék rész a három szigmán belüli (99,73%) tartományt jelöli

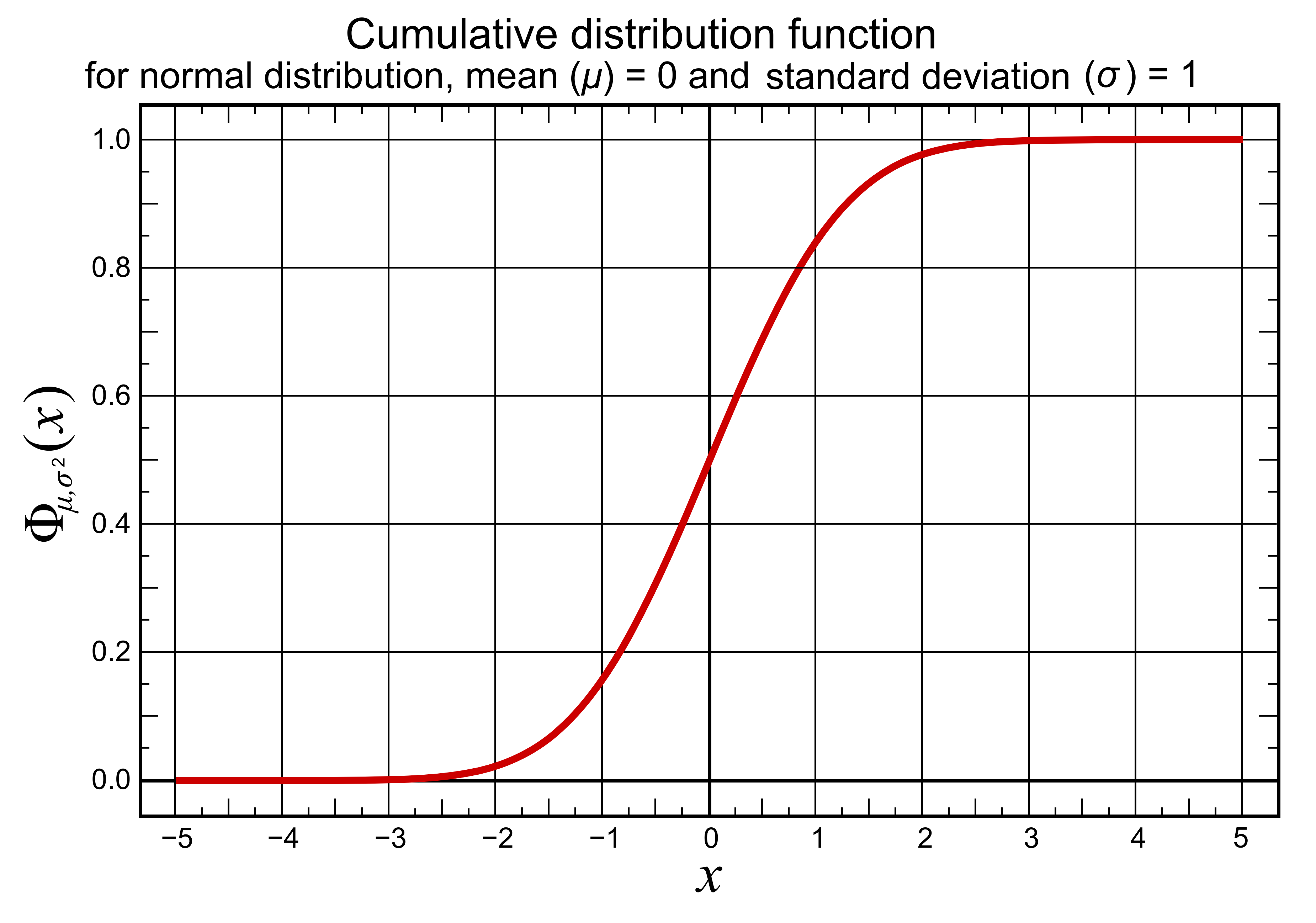
A normális eloszlás eloszlásfüggvénye

Statisztikában a 68–95–99,7 szabály mondja meg, hogy normális eloszlás esetén, várhatóan az adatok hány százaléka található az átlaghoz képest az egyszeres, kétszeres és háromszoros szóráson belül.

## Előállítás
Normális eloszlás esetén annak a valószínűsége, hogy egy valószínűségi változó a középérték egyszeres szórásán belül található 68,27%. Ehhez hasonlóan, annak a valószínűsége, hogy egy valószínűségi változó az átlagértékhez képest a kétszeres szóráson belül található 95,45%. A háromszoros szóráson belüli megtalálás valószínűsége 99,73%. Tehát egy véletlenül kiválasztott érték megtalálási valószínűsége, normális eloszlás esetén a szokásos jelöléssel:
{\displaystyle {\begin{aligned}P(\mu -\;\,\sigma \leq x\leq \mu +\;\,\sigma )&\approx 0,6827\\P(\mu -2\sigma \leq x\leq \mu +2\sigma )&\approx 0,9545\\P(\mu -3\sigma \leq x\leq \mu +3\sigma )&\approx 0,9973\end{aligned}}}

## Többszigmás eltérések
| Tartomány | Valószínűség                                                                       | Találati arány                                                                                        |
| --------- | ---------------------------------------------------------------------------------- | --- |
| μ ± 1σ    | 0,682 689 492                                                                      | 1:3                                                                                                   |
| μ ± 1.5σ  | 0,866 385 597                                                                      | 1 : 7                                                                                                 |
| μ ± 2σ    | 0,954 499 736                                                                      | 1 : 22                                                                                                |
| μ ± 2.5σ  | 0,987 580 669                                                                      | 1 : 81                                                                                                |
| μ ± 3σ    | 0,997 300 203                                                                      | 1 : 370                                                                                               |
| μ ± 3.5σ  | 0,999 534 741                                                                      | 1 : 2149                                                                                              |
| μ ± 4σ    | 0,999 936 657                                                                      | 1 : 15 787                                                                                            |
| μ ± 4.5σ  | 0,999 993 204                                                                      | 1 : 147 160                                                                                           |
| μ ± 5σ    | 0,99999942669686                                                                   | 1 : 1 744 278                                                                                         |
| μ ± 5.5σ  | 0,99999996202087                                                                   | 1 : 26 330 254                                                                                        |
| μ ± 6σ    | 0,999999998026825                                                                  | 1 : 506 797 346                                                                                       |
| μ ± 6.5σ  | 0,999999999919680                                                                  | 1 : 12 450 197 393                                                                                    |
| μ ± 7σ    | 0,999 999 999 997 440                                                              | 1 : 390 682 215 445                                                                                   |
| μ ± xσ    | {\displaystyle \textstyle \operatorname {erf} \left({\frac {x}{\sqrt {2}}}\right)} | 1 : {\displaystyle \textstyle {\frac {1}{1-\operatorname {erf} \left({\frac {x}{\sqrt {2}}}\right)}}} |